# Lợn râu Palawan
Lợn râu Palawan (Sus ahoenobarbus) là một loài động vật có vú trong họ Suidae, bộ Artiodactyla. Loài này được Huet mô tả năm 1888.